# 景清 (落語)
『景清』（かげきよ）は、古典落語の演目。上方落語の笑福亭吾竹が落語にしたとされる。原話について、前田勇『上方落語の歴史』（1958年）は、初代米沢彦八の軽口本『軽口大矢数』（享保年間、1716年 - 1737年）所収の「清水景清」、武藤禎夫の『定本 落語三百題』（2007年）は正徳2年（1712年）の軽口本『新話笑眉（しんばなしえみのまゆ）』第2巻所収の「盲人の七日参り」とする。
元は悪七兵衛景清の目を視覚障害者の男がもらうという小咄（後述の「バリエーション」節に記した「本来の落ち」）だったが、3代目三遊亭圓馬が江戸落語に持ち込む際に人情噺の要素が付け加えられた。江戸では8代目桂文楽が演じていた。

## あらすじ
（以下は3代目桂米朝の口演をもとにしている）
京都で三本の指に入ると評判の目貫師（彫金職人） の定次郎が失明した。医者にも手遅れだと諦められ、外見では明るさを装っているが実際は絶望の底にある。近所の旦那・甚兵衛は定次郎の才能を惜しみ、何とか眼が再び見えるように、彼に神仏におすがりすることを勧める。
実はその前に、定次郎は眼病に霊験あらたかと伝わる柳谷観音へ21日間の願掛けに行っていたのだ。ところが、うっすらと視力が戻ってきた満願の日になって、偶然隣で願文を唱えていた同じ失明者の娘と懇ろとなり、ついには賽銭箱をひっくり返して得た金子を使って山の下でその娘と呑んでいたら、目が疼いてどうしようもなくなったので、寺まで戻って「悋気するな」と怒って帰ってきたのだと言う。
あきれた甚兵衛だが、もう一度心を込めて信心しろと言い、清水観音に100日でも、200日でもお参りするように勧めた。清水寺はその昔、豪傑として名高い悪七兵衛景清が源頼朝の命を狙って失敗し捕えられた折、放免されたが「源氏の世は見られぬ」と自らの目玉を刳り抜き奉納したという伝説がある。それならば眼病とも無関係ではなかろうと説得され、年老いた母親のためにもと、心を入れ換えた定次郎は清水寺に日参するようになった。
満願の100日目になった。ちょうど観音講にあたる18日で賑わう中、いつもにも増して熱心に願を掛ける定次郎。しかしいくらお願いしても、彼の眼はいっこうに明かない。とうとう怒り出した定次郎。心配して様子を見に来ていた甚兵衛にたしなめられるが、定次郎は涙ながらに答える。「母親が満願の今日に合わせて縞柄の着物をこしらえてくれた。家で赤飯と酒の用意をして待ってくれている。それなのに、着物の柄を見ることもできず、やっぱり眼が明かなかったと言って帰ってきたら絶望で母は死んでしまうだろう。そうなったら自分も首を縊らないとしょうがない、一人ならず二人まで殺すというのもこの観音」同情した甚兵衛は、今後も母子の面倒一切を見てやるから、また明日から信心しなおそうとなだめる。「観音、ここを見習え」そして二人は連れ立って清水の石段を降り始めた。
にわかに、空がかき曇り雨が降ってきた。たちまち車軸を流すような雨となり、稲妻が閃き、雷鳴が轟く。雷嫌いの甚兵衛は、たまらず定次郎も放ったらかして逃げ帰ってしまった。そして、取り残された定次郎に雷が落ち、定次郎は失神する。
雨がやみ、夜となって気がついた定次郎は、たとえ溝に落ちても構わないとひとり立ち去ろうとする。その背後で、「善哉～」という声がする。声の主は、なんと清水寺の揚柳観世音。観音は、定次郎の眼は前世の悪業因縁があって治らぬが、母親の信心により、かつて景清の奉納した眼を貸し与えると告げる。「そんな昔の目玉、かちかちに干からびているのと違いますか」「そのように思うた故、三日前より塩水に漬け置きたり」「数の子やがな」そして「観音経を誦して待て、善哉～」の言葉とともに姿を消した。
あらためて一心に観音経を唱えると眼が見えるようになり、喜ぶ定次郎。ふと、足下に目玉が二つ落ちていることに気がついた。これはまさしく先刻までの自分の目玉。「これも大事に」と持って帰ろうとすると、後ろで観音さんが
「定次郎、下取りの眼は置いて行け」

## バリエーション

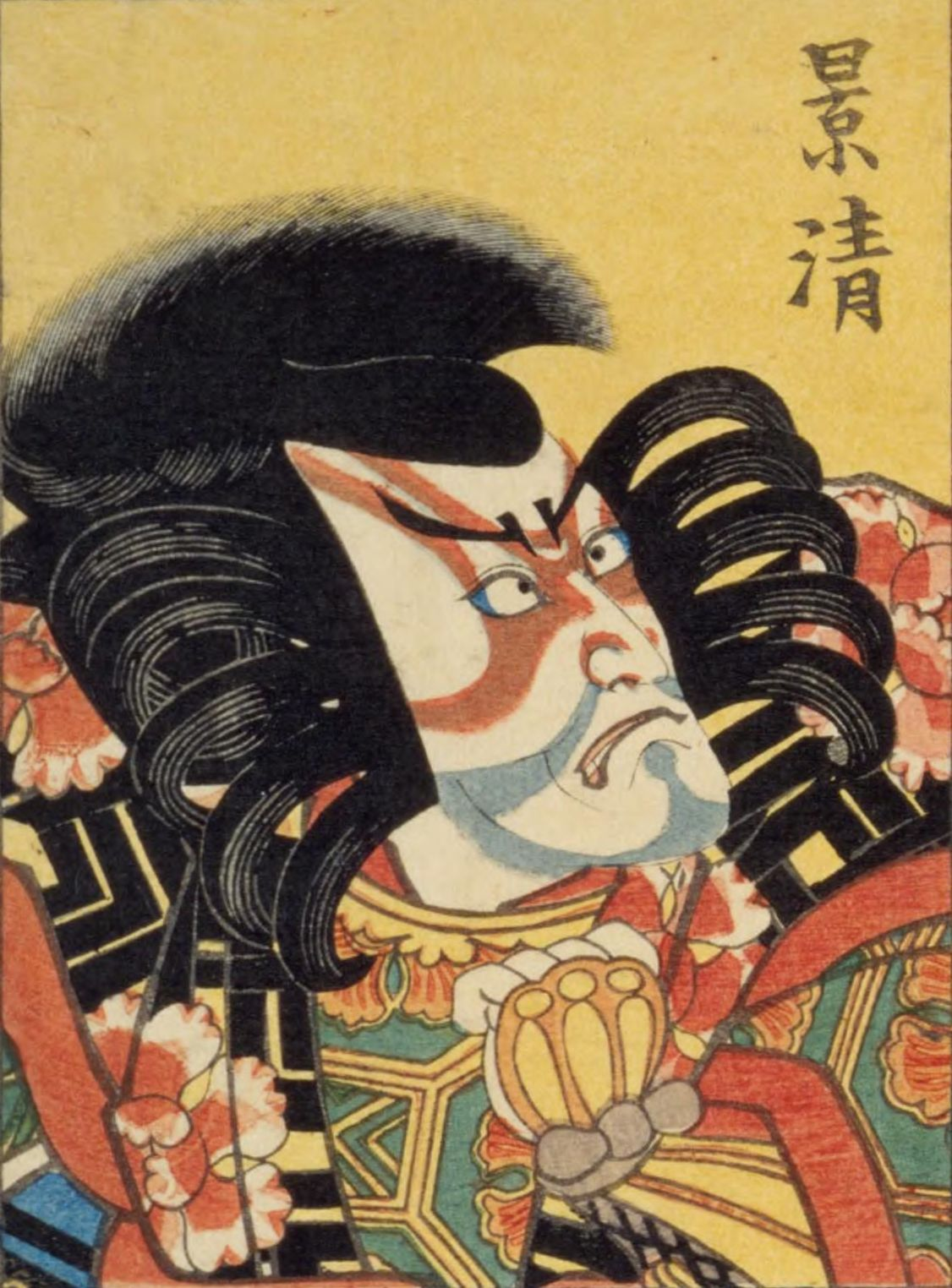
七代目市川團十郎演じる歌舞伎の「景清」（三代目歌川豊国作　1850（嘉永3）年）

本来のこの噺には続きがあり、景清の眼を得た定次郎はその精神まで乗り移って、帰路に大名行列に暴れ込み、殿様の駕籠の前に立ちはだかって歌舞伎の景清よろしく名乗りを上げる。
殿様「そちは気が違ったか」
定次郎「いや、眼が違った」
このスタイルの口演は上方の3代目林家染丸が受け継ぎ、3代目桂米朝もその形で演じたことがある。前記の「下取りの眼」を落ちとするのは、3代目桂米朝の師匠である4代目桂米團治が考案したものである。この落ちを伴わない、人情噺として終わらせる切り上げを8代目桂文楽は採用しており、3代目桂米朝もその流儀に従っていた。
江戸落語では、柳谷観音の代わりに赤坂の円通寺、清水寺の代わりに上野寛永寺の清水観音堂に参詣する設定になっている。8代目桂文楽は晩年には、参詣の場面で「いろいろ故事もあるけれども」と「景清」の名前を出さない形にしていた。

## 題材について

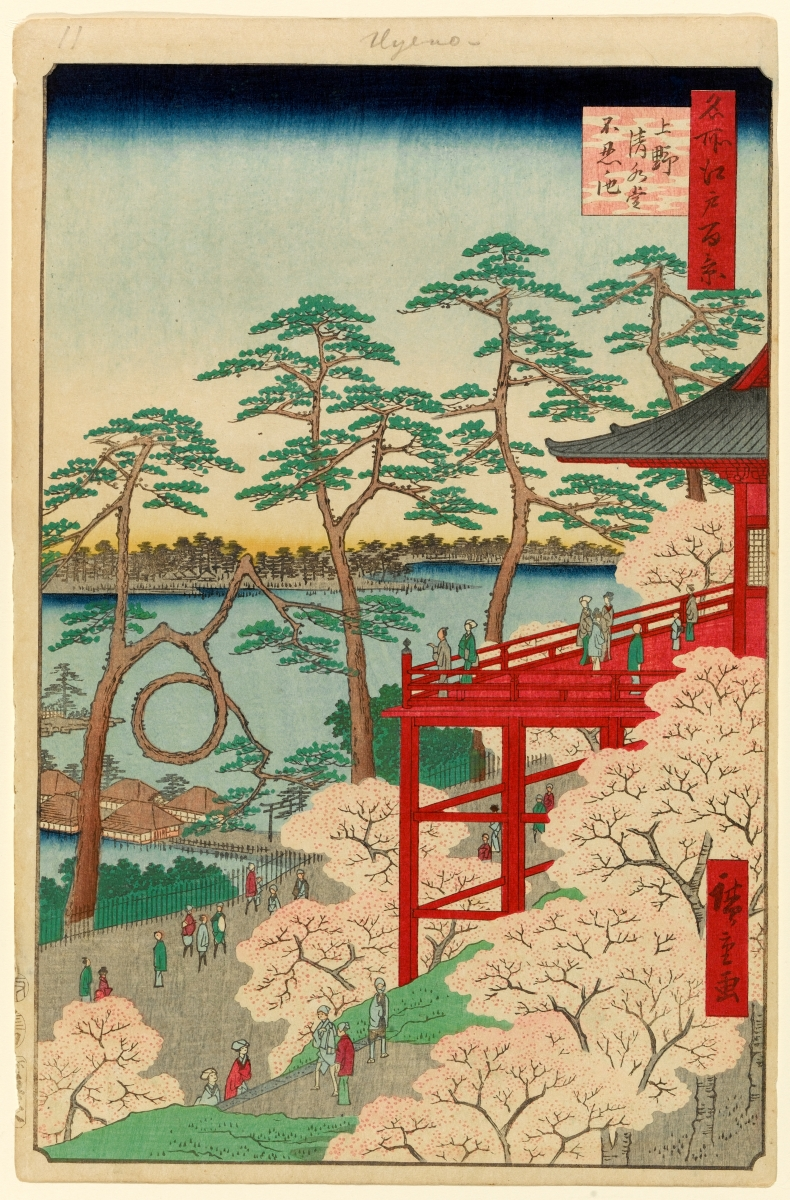
上野寛永寺の清水観音堂は国の重要文化財に指定されている。清水観音堂は寛永8年（1631年）に建立された。

定次郎が甚兵衛に連れられ清水観音から帰るときに、「一人来て、二人連れ立つ極楽の」と定次郎が言い、「清水寺の鐘の声」という下座唄が聞こえてくる一幕がある。これらは、お染半九郎で有名な「鳥辺山心中」に出てくる地歌「鳥辺山」の一節である。
柳谷観音とは、長岡京市にある西山浄土宗の楊谷寺のことである。本尊は千手観音 (秘仏)。また、猿がこの寺の湧き水で眼を洗っているのを見た空海が、独鈷水(おこうずい) と名付け眼病に効くと称したことで有名である。作次郎の住む京都の綾小路麩屋町からは直線距離でも約12km離れた場所である。
清水寺は平景清ゆかりの寺という伝説があり、景清が自らの爪で石を彫って作ったと言われる景清爪形観音が今も残る。また、清水寺の仏足石は景清の足型であるという伝承も伝わっている。なお、本尊の楊柳観音 (千手観音) は秘仏で、33年に一度開帳されている。